# Михайленко, Матрёна Ивановна
Матрёна Ивановна Михайленко (1906, Кубанская область, Российская империя — неизвестно, село Мокви, Очамчирский район, Абхазская АССР, Грузинская ССР) — рабочая Моквинского совхоза Министерства сельского хозяйства, Очемчирский район, Абхазская АССР, Грузинская ССР. Герой Социалистического Труда (1950).

## Биография
Родилась в 1906 году в крестьянской семье в одном из сельских населённых пунктов Кубанской области (на территории современного Краснодарского края). После окончания местной сельской школы трудилась в сельском хозяйстве. В последующем переехала в Абхазскую АССР, где в послевоенное время трудилась на чайной плантации Моквинского совхоза Очамчирского района.
В 1949 году собрала 6069 килограммов сортового зелёного чайного листа на участке площадью 0,5 гектара. Указом Президиума Верховного Совета СССР от 31 июля 1950 года удостоена звания Героя Социалистического Труда за «получение высоких урожаев сортового зелёного чайного листа и цитрусовых плодов в 1949 году» с вручением ордена Ленина и золотой медали «Серп и Молот» (№ 5284).
За выдающиеся трудовые достижения по итогам работы в 1950 году была награждена Орденом Трудового Красного Знамени.
После выхода на пенсию проживала в селе Мокви Очамчирского района. Дата смерти не установлена.
Награды
- Герой Социалистического Труда
- Орден Ленина
- Орден Трудового Красного Знамени (01.09.1951)